# GMA Dove Awards
Los GMA Dove Awards o Premios Dove fueron creados por la Asociación de Música Gospel (GMA) (Gospel Music Association) de Estados Unidos para reconocer a los artistas más destacados en la industria musical cristiana. Las ceremonias de premiación se realizaban en Nashville, Tennessee.
Fueron creados el año 1969 y son considerados como los premios de mayor prestigio en la música cristiana, góspel o contemporánea.

## Historia

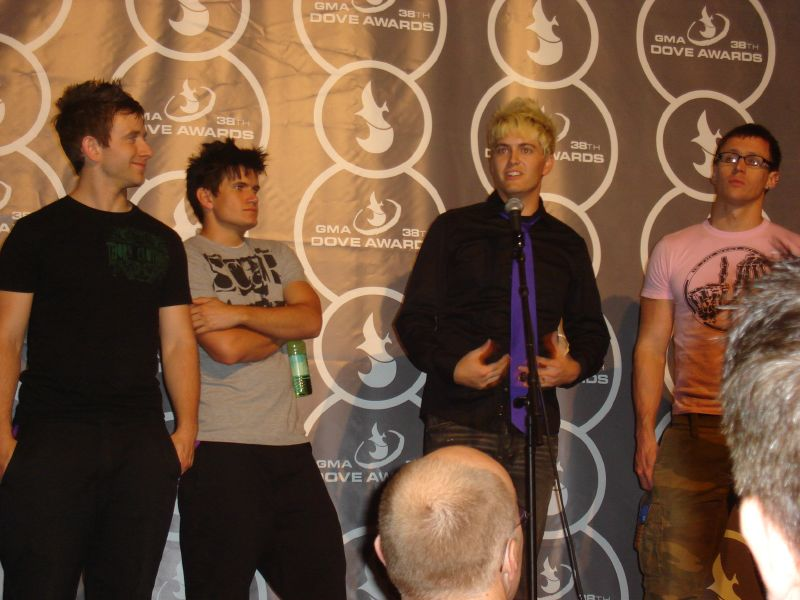
El grupo Stellar kart, en una conferencia de prensa, después del Premio GMA Dove en Nashville (Tennessee), Estados Unidos, en 2007

Los Premios Dove fueron creados en el año 1969 por la Gospel Music Association en honor a los logros destacados en la música cristiana en inglés. La primera ceremonia se realizó en octubre de 1969 en el Peabody Hotel en Memphis, Tennessee. Bill Gaither, uno de los personajes más influyentes y respetados en la música cristiana, fue el primer compositor del año. James Blackwood fue elegido como el primer vocalista masculino del año; mientras que Vestal Goodman, fue nombrada como la primera mejor vocalista femenina. Ese año, «Jesus Is Coming Soon» de R. E. Winsett se llevó el galardón a la canción del año. Desde 1971, la ceremonia tiene lugar en Nashville, Tennessee.
En 1979, no se realizaron puesto que la asociación decidió cambiar los premios de otoño a primavera. El primer show televisado fue en 1984, transmitido por el canal Christian Broadcasting Network.
Los premios, que representan una amplia variedad de estilos musicales incluyendo el metal, pop, rock, rap, hip hop, country, góspel y alabanza y adoración, se presentan anualmente en el Fox Theatre, Atlanta, Georgia.
En 2024, la Asociación de Música Góspel creó una nueva categoría dedicada a la música cristiana en español: Canción de Adoración en Español del Año (Spanish Language Worship Recorded Song of the Year). Para la 55ª entrega de los GMA Dove Awards, este nuevo galardón reconocería el talento de los intérpretes y compositores de temas de adoración, se suma a otras dos categorías que premian la música latina como Álbum en Español del Año (Spanish Language Album of the Year), vigente desde 1998, y Canción en Español del Año (Language Recorded Song of the Year), creada en 2017.

## Ubicación
Hasta 1978 los premios GMA Dove Awards se celebraron en septiembre, durante la Convención Nacional Cuarteto (National Quartet Convention (NQC)). Los premios no se celebraron en 1979 (excepto para la evaluación del salón de la fama) ya que fueron trasladados en abril de 1980 para la semana de la música góspel donde se han celebrado anualmente (excepto en 1999 cuando se trasladó a finales de marzo). La 38.ª anual de los premios GMA Dove Awards se presentó en el Grand Ole Opry House. En abril de 2007 fue organizada por Brian Littrell, Natalie Grant y Donnie McClurkin.[cita requerida]

## Tradición
Algunos críticos sostienen que los votantes de los Premios GMA Dove tienden a ser musicalmente conservadores y en favor del góspel tradicional y de los cantantes de pop más que de los otros géneros. Otra crítica común en los premios GMA Dove Awards es que tienden a premiar álbumes ya establecidos y nominados en años anteriores, dado que todos los electores son miembros de la GMA y suelen trabajar en la industria.[cita requerida]

## Definición de la música cristiana
En 1998, la Gospel Music preocupada por algunas personas abiertamente laicas en sus respectivas categorías promulgó una definición de la música góspel buscando reforzar las normas de GMA que se sentían muy débiles. Las nuevas normas dieron lugar a quejas por parte de algunos artistas aficionados después de trece intentos para que su música fuese tomada en cuenta fueron descalificados por ser demasiado secular en los Dove Awards de 1999. La controversia creció en 2004 cuando Switchfoot y Stacie Orrico fueron los principales ganadores con la música que es predominantemente de naturaleza secular. Switchfoot también fue objeto de críticas con un contrato de patrocinio con la cerveza Budweiser. Algunos la consideran inadecuada para hacer frente a Budweiser con artistas nominados para un Premio Dove de GMA.[cita requerida]

## Categorías
Debido a la gran cantidad de categorías (42 en 2020) y al deseo de incluir más interpretaciones musicales por parte de varios artistas, los de más interés son presentados directamente en la versión televisada de la ceremonia.
Generales
La sección de premios generales
- Canción del año (se entrega al compositor y al intérprete)
- Vocalista masculino del año
- Vocalista femenina del año
- Grupo del año
- Artista del año
- Artista nuevo del año
- Productor del año

Rap/Hip Hop & Urbano
- Canción grabada rap/hip hop del año
- Álbum rap/hip hop del año
- Canción grabada urbana del año

Rock
- Canción grabada rock del año
- Canción grabada rock/contemporáneo del año
- Álbum rock del año
- Álbum rock/contemporáneo del año

Pop
- Canción grabada pop/contemporáneo del año
- Álbum pop/contemporáneo del año´

Inspiracional
- Canción grabada inspiracional del año
- Álbum inspiracional del año

Gospel
- Canción grabada de southern gospel del año
- Canción grabada de góspel tradicional del año
- Canción grabada de góspel contemporáneo del año
- Álbum southern gospel del año
- Álbum góspel tradicional del año
- Álbum góspel contemporáneo del año

Country & Bluegrass
- Canción grabada bluegrass del año
- Canción grabada country del año
- Álbum bluegrass del año
- Álbum country del año

Alabanza y adoración
- Canción de adoración del año
- Álbum de alabanza y adoración del año

#### Español
- Álbum en español del año
- Canción grabada en español del año
- Canción de adoración en español del año

Otros
- Álbum instrumental del año
- Álbum de música infantil del año
- Álbum de evento especial del año
- Álbum de Navidad del año
- Colección coral del año
- Recorded Music Packaging
- Video musical versión corta del año
- Video musical versión larga del año